# Aéroport de Cam Ranh
Pour les articles homonymes, voir CXR.
L'aéroport de Cam Ranh (code IATA : CXR • code OACI : VVCR) est situé au bord de la baie de Cam Ranh dans la province de Khánh Hòa. Cette ancienne base aérienne militaire a été réhabilitée en 2004 pour accueillir le trafic civil et dessert la ville de Nha Trang. 
En 2007, 500 000 passagers y ont transité, soit le 5e trafic des aéroports du Vietnam.

## Histoire
L'aéroport de Cam Ranh a été construit par l’Armée américaine pendant la guerre du Viêt Nam, sous le nom de Cam Ranh Air Base. Après le retrait des américains du Viet Nam, il a été utilisé par les forces aériennes du sud-Vietnam.
Le 19 mai 2004, après reconstruction de la piste principale, l'aéroport de Cam Ranh a reçu le premier vol commercial provenant d'Hanoï. Il sert maintenant pour tous les vols commerciaux desservant Nha Trang, en remplacement de l'ancien aéroport qui est maintenant enclavé dans la ville 12° 13′ 38″ N, 109° 11′ 34″ E.

## Description
Il comprend une piste en béton de 3 000 m, capable d’accueillir des avions de type A320, A321, B767.
Seule l'ancienne piste principale a été réhabilitée. Un nouveau bâtiment d'accueil a été érigé sur le bord de cette piste. Le reste de l'ancienne base militaire est laissé à l'abandon.

## Trafic
Le graphique qui aurait dû être présenté ici ne peut pas être affiché car il utilise l'ancienne extension Graph, désactivée pour des questions de sécurité. Des indications pour créer un nouveau graphique avec la nouvelle extension Chart sont disponibles ici.

Voir la requête brute et les sources sur Wikidata.

## Situation

### Carte des aéroports du Viêtnam
| Vân Đồn (2018) Thọ Xuân Chu Lai Liên Khuong Đà Nẵng Hải Phòng Cat Bi Hanoï Saïgon Nha Trang Phú Quốc Vinh Buôn Ma Thuôt Cà Mau Côn Đảo Đồng Hới Pleiku Phù Cát Phú Bài Rach Gia Nà Sản Đông Tác Vũng Tàu Cần Thơ Diên Biên Phu Quảng Trị |

## Compagnies aériennes
| Compagnies               | Destinations |
| ------------------------ | --- |
| AirAsia                  | Kuala Lumpur |
| Air Busan                | Pusan-Gimhae, |
| Air China                | Chongqing-Jiangbei, Hangzhou-Xiaoshan |
| Air Seoul                | Séoul-Incheon |
| Asiana Airlines          | Séoul-Incheon |
| Azur Air                 | Moscou-Domodédovo En saison Charter : Tchita (Kadala) (en), Novokouznetsk-Spichenkovo (en), Novossibirsk-Tolmatchevo, Baïkal-Oulan Oude, Vladivostok |
| Azur Air Ukraine         | En saison Charter : Kiev-Boryspil |
| Bamboo Airways           | Đà Nẵng, Hải Phòng-Cat Bi, Hanoï-Nội Bài, Séoul-Incheon Charter : Macao" |
| Bangkok Airways          | Bangkok-Suvarnabhumi |
| Beijing Capital Airlines | Hangzhou-Xiaoshan |
| China Southern Airlines  | Canton-Baiyun |
| Eastar Jet               | Séoul-Incheon |
| Hainan Airlines          | Canton-Baiyun, Shenzhen-Bao'an |
| HK Express               | Hong Kong |
| Jeju Air                 | Séoul-Incheon |
| Jetstar Pacific Airlines | Changsha, Guiyang, Hangzhou-Xiaoshan, Hanoï-Nội Bài, Hô Chi Minh Ville (Tân Sơn Nhất), Vinh, Wuhan |
| Korean Air               | Séoul-Incheon |
| Loong Air                | Xi'an-Xianyang |
| Lucky Air                | Kunming-Changshui |
| Nordwind Airlines        | Moscou Chérémétiévo En saison Charter : Blagovechtchensk-Ignatiévo, Bratsk, Irkoutsk, Khabarovsk, Krasnoïarsk-Iémélianovo, Nijnevartovsk (en), Omsk, Petropavlovsk-Kamtchatski-Iélizovo, Rostov-sur-le-Don/Platov, Vladivostok, Ioujno-Sakhalinsk |
| Okay Airways             | Changsha |
| Pegas Fly                | En saison Charter : Irkoutsk, Nijni Novgorod-Strigino, Novossibirsk-Tolmatchevo, Perm, Sourgout, Saint-Pétersbourg-Poulkovo, Voronej (en) |
| Qingdao Airlines         | Chengdu-Shuangliu, Lanzhou, Nankin |
| Royal Flight             | En saison Charter : Moscou Chérémétiévo |
| S7 Airlines              | Irkoutsk, Novossibirsk-Tolmatchevo, Vladivostok |
| Sichuan Airlines         | Chengdu-Shuangliu, Chongqing-Jiangbei, Canton-Baiyun, Xining-Caojiabao |
| Sunday Airlines          | En saison Charter : Almaty |
| Thai AirAsia             | Bangkok-Don Muang |
| T'way Airlines           | Daegu, Séoul-Incheon |
| Urumqi Air               | Lanzhou |
| Vietjet Air              | - Pusan-Gimhae, - Cần Thơ, - Chengdu-Shuangliu, - Chongqing-Jiangbei, - Đà Nẵng, - Hải Phòng-Cat Bi, - Hangzhou-Xiaoshan, - Hanoï-Nội Bài, - Hô Chi Minh Ville (Tân Sơn Nhất), - Kunming-Changshui, - Nanchang-Changbei, - Ningbo, - Séoul-Incheon, - Shanghai-Pudong, - Taïwan-Taoyuan, - Tianjin Binhai, - Vinh |
| Vietnam Airlines         | - Changzhou, - Đà Nẵng, - Hải Phòng-Cat Bi, - Hanoï-Nội Bài, - Hohhot, - Hô Chi Minh Ville (Tân Sơn Nhất), - Nankin, - Nanning, - Ordos Ejin Horo, - Séoul-Incheon, - Quanzhou Jinjiang, - Wuxi/Suzhou, - Tianjin Binhai, - Yancheng, - Yinchuan Hedong En saison : - Pékin-Capitale, - Chengdu-Shuangliu, - Chongqing-Jiangbei, - Guiyang, - Hangzhou-Xiaoshan, - Kunming-Changshui, - Ningbo, - Shanghai-Pudong, - Tianjin Binhai, - Wenzhou-Longwan, - Wuhan Charter : - Dalian-Zhoushuizi, - Shenyang, - Taiyuan-Wusu, - Zhengzhou En saison Charter : Changchun, |

Édité le 29/01/2020